# Бучачский монастырь
Крестовоздвиженский базилианский монастырь — монастырь Украинской грекокатолической церкви, расположенный в городе Бучач, Украина. Принадлежит монахам-василианам.

## История

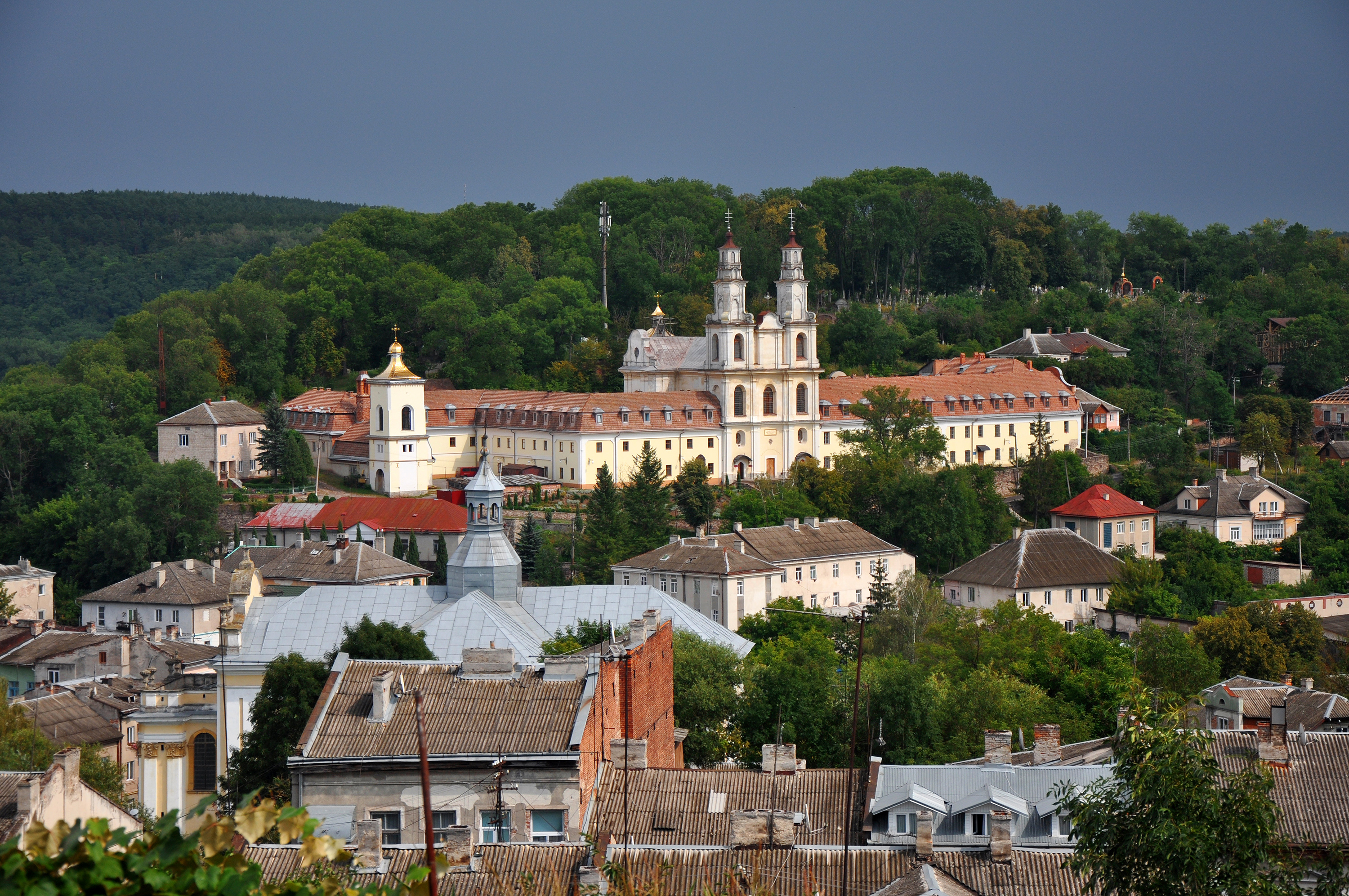
Вид на монастырь с Бучачского замка

Монастырь василиан на горе Фёдор в Бучаче был основан 7 декабря 1712 года польским магнатом Стефаном Потоцким. Он же пригласил в новую обитель шестерых василиан из литовской провинции ордена для того, чтобы они преподавали богословие для кандидатов в священники, которые собираются служить в обширных владениях Потоцких. В 1713 году обитель официально приняла чин святого Василия Великого.
В 1714 году Львовская католическая архиепархия передала существовавший в Бучаче храм св. Креста василианам во временную собственность, а в 1747 году в постоянную. В 1712—1754 годах при монастыре действовала богословская семинария, позднее преобразованная в гимназию, а также школа-интернат для детей из малоимущих семей.
В 1750-х годах по инициативе сына Стефана Потоцкого Николая началось строительство нового монастырского комплекса, в том числе и новой церкви Честного и Животворящего Креста, которая была завершена в 1771 году. Денежные средства на строительство предоставил сам Николай Потоцкий. Архитектором церкви был Готфрид Гофман, автор проекта Успенского собора в Почаевской лавре. Роспись интерьеров храма проводилась в 1774—1796 годах.

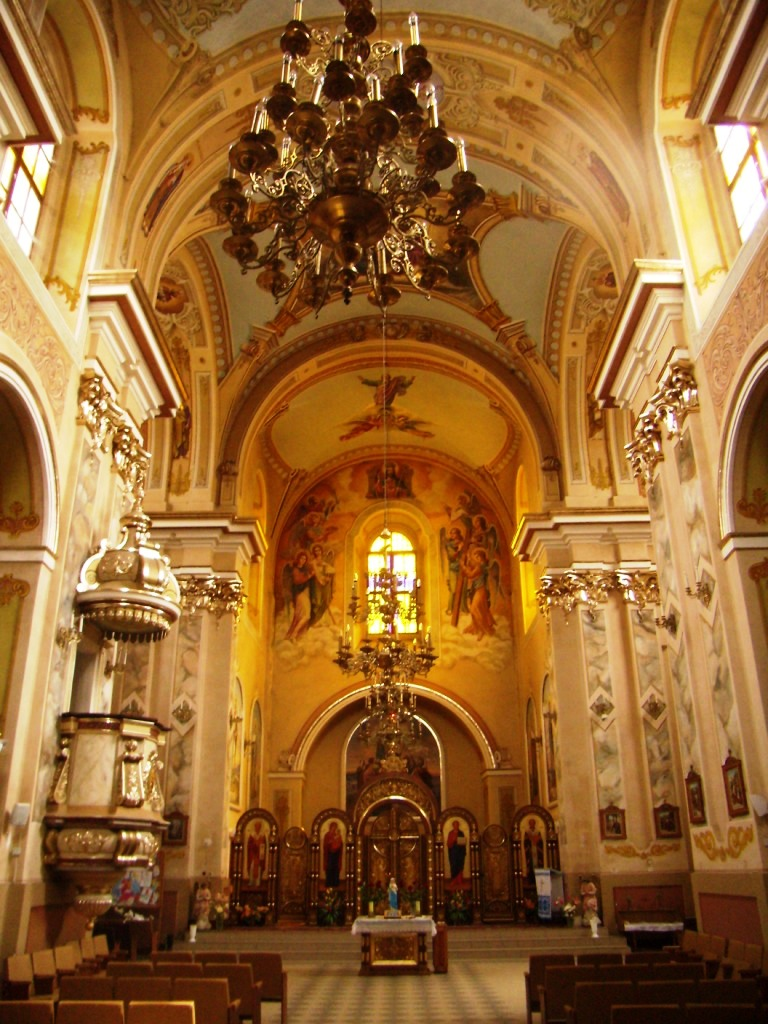
Интерьер церкви

После первого раздела Речи Посполитой в 1772 году монастырь оказался на территории Австрии. В 1774 в Бучаче было семь иеромонахов и двое клириков, а в 1818 году в монастыре жили уже 10 иеромонахов, трое клириков и один брат.
В 1849—1854 году в монастыре возвели трёхъярусную колокольню. В 1865 году город, а с ним и монастырь, пострадали от сильного пожара. После пожара монастырь был полностью восстановлен. В 1911 году гимназия была преобразована в «миссионерский Институт им. св. Иосафата», действовавший в периоды 1911—1914, 1918—1940 и 1943-44 годов.
С декабря 1918 по май 1919 в монастыре содержались, арестованные Директорий УНР, православные клирики и иерархи: митрополит Киевский Антоний (Храповицкий) и архиепископ Житомирский Евлогий (Георгиевский), о чем последний оставил описание в книге своих воспоминаний.
В 1946 году монастырь был закрыт советской властью. В 1950—1986 годах в здании действовало СПТУ. В 1990 году монастырь возвращён УГКЦ. Василиане вернулись в Бучач 17 марта 1991 года, официально передача монастыря ордену состоялась 28 апреля 1993 года. Тогда же началась реставрация зданий, продолжающаяся по сей день. В 1995 году при монастыре начал действовать лицей им. св. Иосафата, позднее преобразованный в колледж.

## Персоналии
В монастырской гимназии учились:
- Владимир Гнатюк — историк и этнограф.
- Иван Вагилевич — писатель и историк.
- Антоний Могильницкий — поэт.
- Корнило Устиянович — живописец и поэт.
- Модест Сосенко — живописец